# Gmina Tułowice
Die Gmina Tułowice ist eine Stadt-und-Land-Gemeinde im Powiat Opolski der Woiwodschaft Opole in Polen. Ihr Sitz ist die gleichnamige Stadt (deutsch Tillowitz) mit etwa 4000 Einwohnern, die als Zentrum der Keramik- und Porzellanherstellung bekannt wurde.

## Geographie
Die Gemeinde liegt in der schlesischen Tiefebene im Oppelner Land, nur sechs Kilometer von der Stadtgrenze der Woiwodschaftshauptstadt Opole (Oppeln) entfernt. Wichtigstes Gewässer ist die Ścinawa Niemodlińska (Steinau). Der Forst Tułowice umfasst weitläufige Waldgebiete. 
Nachbargemeinden der Gemeinde Tułowice sind Dąbrowa (Dambrau), Comprachtschütz/Komprachcice, Korfantów (Friedland), Łambinowice (Lamsdorf), Niemodlin (Falkenberg) und Proskau/Prószków.

## Geschichte
Die Gmina Tułowice entstand 1945, nach Einnahme des Ortes durch die Rote Armee. Von 1975 bis 1998 gehörte die Landgemeinde zur kleiner zugeschnittenen Woiwodschaft Opole.
Am 1. Januar 2018 erhielt Tułowice die Stadtrechte und die Gemeinde bekam ihren heutigen Status.

## Politik

### Bürgermeister
An der Spitze der Stadtverwaltung steht der Bürgermeister. Dies ist Andrzej Wesołowski vom Wahlkomitee „Ihre Stimme für Ihre Gemeinde“. Bei der turnusmäßigen Wahl im April 2024 ergab sich folgendes Ergebnis:
- Andrzej Wesołowski (Wahlkomitee „Ihre Stimme für Ihre Gemeinde“) 41,9 % der Stimmen
- Jacek Patrys (Wahlkomitee Jacek Patrys) 36,1 % der Stimmen
- Frédéric Coppin (Wahlkomitee „Ihre Stimme – unsere Handlung“) 22,0 % der Stimmen

In der damit notwendigen Stichwahl setzte sich Amtsinhaber Wesołowski mit 50,7 % der Stimmen gegen seinen Herausforderer Patrys durch und wurde wiedergewählt.
Bei der turnusmäßigen Wahl im Oktober 2018 wurde Amtsinhaber Wesołowski ohne Gegenkandidaten mit 85,9 % der Stimmen wiedergewählt.

### Stadtrat
Der Stadtrat besteht aus 15 Mitgliedern und wird von der Bevölkerung in Einpersonenwahlkreisen gewählt. Die Stadtratswahl 2024 führte zu folgendem Ergebnis:
- Wahlkomitee Jacek Patrys 36,8 % der Stimmen, 6 Sitze
- Wahlkomitee „Ihre Stimme – unsere Handlung“ 34,0 % der Stimmen, 5 Sitze
- Wahlkomitee „Ihre Stimme für Ihre Gemeinde“ 25,6 % der Stimmen, 3 Sitze
- Wahlkomitee Elżbieta Kuzdrowska 3,2 % der Stimmen, 1 Sitz
- Übrige 0,4 % der Stimmen, kein Sitz

Die Stadtratswahl 2018 führte zu folgendem Ergebnis:
- Wahlkomitee „Ihre Stimme für Ihre Gemeinde“ 60,1 % der Stimmen, 15 Sitze
- Wahlkomitee „Unsere Selbstverwaltung“ 39,9 % der Stimmen, kein Sitz

### Städtepartnerschaften
Partnergemeinden sind Wendeburg in Niedersachsen und Bělá pod Pradědem in Tschechien.

## Gliederung
Zur Stadt-und-Land-Gemeinde gehören die Stadt und fünf Dörfer mit Schulzenämtern:
- Goszczowice (Guschwitz, 1936 Buchengrund O.S.)
- Ligota Tułowicka (Ellguth-Tillowitz, 1936 Steinaugrund)
- Skarbiszowice (Seifersdorf)
- Szydłów (Schiedlow, 1936 Goldmoor)

## Verkehr
An der östlichen Grenze der Gemeinde verläuft die Autobahn A4. Durch Gemeinde und Hauptort verläuft die Woiwodschaftsstraße DW405 zwischen Niemodlin und Korfantów.
Die Bahnstrecke Opole–Nysa hat in der Stadt den Haltepunkt Tułowice Niemodlińskie.